# Hé Arnold !
Pour les articles homonymes, voir Arnold.
Hé Arnold ! (anglais : Hey Arnold!) est une série télévisée d'animation américaine en 185 épisodes de 23 minutes, créée par Craig Bartlett et diffusée entre le 7 octobre 1996 et le 8 juin 2004 sur Nickelodeon.
En 2002, un film d'animation inspiré de la série sort au cinéma : Hé Arnold ! le film (Hey Arnold!: The Movie). Annoncé en 2016, Arnold revient sur la chaîne américaine Nickelodeon en 2017 sous la forme d'un téléfilm intitulé Hé Arnold ! : Mission Jungle. Écrite et produite par Craig Bartlett, le créateur original, cette nouvelle aventure suit Arnold à la recherche de ses parents disparus. Le téléfilm est sorti aux États-Unis le 24 novembre 2017 et a été diffusé en France le 21 avril 2018 sur la filiale française de Nickelodeon.

## Synopsis
Arnold est un jeune garçon de neuf ans. Il habite chez ses grands-parents, Phil et Pookie, dans la ville de Hillwood City, dans le quartier de Vine Street. Ces derniers sont les gérants d'une pension de famille, qui compte de nombreux locataires.
Arnold va à l'école de son quartier, avec ses nombreux amis. Son meilleur ami est Gerald Johanssen et il accompagne Arnold dans la plupart de ses aventures. Parmi les autres amis d'Arnold, on retrouve Sid, Stinky, Eugène, Harold, Phoebe ou encore Helga Pataki, qui prétend le détester, tout en étant secrètement amoureuse de lui. Les aventures d'Arnold se déroulent ainsi dans son quartier, et les sujets abordés sont le sport, l'école, ainsi que la famille, car Arnold cherche à découvrir des choses sur ses parents qui ont disparu depuis son enfance.

## Personnages
- Arnold Shortman : héros de la série, Arnold est reconnaissable à ses cheveux blonds, à sa minuscule casquette et à sa tête ovale qui lui vaut d'être surnommé Tête-de-ballon-de-rugby par Helga. Sa casquette est le dernier cadeau que lui ont fait ses parents. Il s'entend bien avec tout le monde, bien qu'Helga soit très moqueuse envers lui. Il vit dans une pension de famille gérée par ses grands-parents.
- Gérald Martin Johanssen : le meilleur ami d'Arnold. Il le suit dans toutes ses aventures. Arnold et lui s'entendent à merveille. Gérald a un grand frère, Jamie O, qui le maltraite, et une petite sœur, Timberly, qui est naïve et gentille.
- Helga Geraldine Pataki : Helga est facilement reconnaissable à sa robe, à son ruban rose et à son monosourcil. Elle est secrètement amoureuse d'Arnold depuis la maternelle mais se comporte méchamment avec lui. Elle le surnomme fréquemment « Tête-de-ballon-de-rugby ». Au fond, elle est très sensible mais joue les dures pour éviter de se faire marcher dessus. Sa meilleure amie est Phoebe. Elle donne un coup de poing à Brainy lorsqu'il l'importune.

La série compte aussi de nombreux personnages secondaires comme notamment Miles (le père d'Arnold), Stella (la mère d'Arnold), Phil (son grand-père), Gertie « Pookie » (sa grand-mère), Arnie (son cousin) et Mitzi (sa grand-tante). Les camarades de classe d'Arnold sont notamment : Harold Berman, Phoebe Heyerdahl, Rhonda Wellington Lloyd, Stinky Peterson, Sheena, Sid, Eugene Horowitz, Curly Taddeouge Gameltorp et Lila Sawyer.

## Distribution

### Voix originales
- Spencer Klein / Toran Caudell (1996-1997) / Phillip Van Dyke (1997-2000) / Alex D. Linz (2002): Arnold Shortman
- Francesca Smith : Helga Geraldine Pataki
- Tress MacNeille : Pookie, la grand-mère d'Arnold
- Dan Castellaneta : Phil, le grand-père d'Arnold
- Anndi McAfee : Phoebe Heyerdah
- Justin Shenkarow : Harold Berman
- Christopher Walberg : Stinky Petersen
- Craig Bartlett : Brainy
- Kath Soucie : Miriam Pataki
- Olivia Hack : Rhonda Wellington Lloyd
- Steve Viksten : Oskar Kokoshka
- Maurice LaMarche : Big Bob Pataki
- Dom Irrera : Ernie Potts
- Baoan Coleman : M. Hyunh
- Phil Proctor : La Caverne aux merveilles
- Dave Foley : Peddler
- Joe Ranft : M. Gammelthorpe
- Paige O'Hara : Mme Gammelthorpe
- Wallace Shawn : Rocheux
- Ming-Na : Moustique
- Jonathan Taylor Thomas : Oscar enfant

### Voix françaises
- Hervé Grull : Arnold Shortman (Saisons 1 et 2)
- Brice Ournac : Arnold Shortman (Saisons 3 à 5)
- Donald Reignoux : Arnold Shortman (voix chantée)
- Kelly Marot : Helga Pataki
- Naïké Fauveau : Helga Pataki (voix chantée)
- Paul Nivet puis Janieck Blanc : Gérald
- Éric Missoffe : M. Simmons
- Noémie Orphelin : Phoebe Heyerdahl
- Alexandre Aubry : Eugène Horowitz
- Marie-Charlotte Dutot : Connie
- Régine Teyssot : Mme Slovak, voix additionnelles
- Henri Labussière puis Pierre Baton : Grand-père Phil
- Anne Ludovik (voix principale) et Lita Recio (voix de remplacement) : Grand-mère Gertie
- Romain Douilly puis Alexandre Nguyen : Sid
- Patrice Shreider : Sid (voix chantée)
- Christian Peythieu : le principal Wartz
- Véronique Alycia : la mère de Harold
- Olivier Proust : Big Bob (le père de Helga)
- Laure Sabardin : Myriam (la mère de Helga)
- Mathias Kozlowski : Stinky, Wolfgang
- Gilbert Lévy : M. Wittenberg et le père de Stinky
- Martin Brieuc : Oskar Kokoshka
- Maïté Monceau : Suzie Kokoshka
- Barbara Delsol : Olga (1re voix)
- Mathieu Buscatto : Harvey
- Christophe Lemoine : Torvald
- Jean-François Aupied : M. Green, M. Hyunh
- Achille Orsoni : Ernie Potts
- Bernard Bollet : M. Leichliter
- Patrick Messe puis Georges Caudron : Rabby Goldberg

- Version française
  - Studio de doublage : L'Européenne de doublage
  - Direction artistique : Mathias Kozlowski
  - Adaptation : William Coryn, Emmanuel Jacomy, Gérard Rinaldi, Sauvane Delanoë, Frédérique Biehler, Michel Eloy, Françoise Grilliot, Gérard Homburger, Ginette Langlois-Rinaldi, Farah Zitouni, Christophe Ingrand, Christine Segaud, Gaëlle Le Clinff, Wendy Tramier, Monique Duchene, Nadine Sobania Lefeuvre

## Production
Le personnage d'Arnold est créée d'abord par Craig Bartlett dans une bande dessinée en 1986. Le projet de série d'animation est initié à l'automne 1993 lorsque Nickelodeon trouve un financement. La production s'achève en 2001 après 5 saisons. Différence avec la bande-dessinée, Arnold porte maintenant un pullover, avec une chemise à carreaux (ressemblant à un kilt), seule sa casquette reste inchangée.
Craig Bartlett épouse Lisa Groening, sœur de Matt Groening, créateur de la série Les Simpson. Le personnage d'Arnold est apparu dans la bande dessinée The Simpsons Illustrated. Les comédiens Brice Ournac, Kelly Marot, Romain Douilly, Donald Reignoux et Alexandre N'Guyen se retrouveront plus tard pour la version française de Malcolm. Ils prêteront alors leur voix respectivement à Malcolm, Jessica, Reese (saisons 1 et 2), Reese (saisons 3 à 7) et Stevie.[réf. nécessaire]
En septembre 2015, Russel Hicks, président de Nickelodeon, annonce l'éventualité de la reprise de plusieurs séries de la compagnie, parmi lesquelles Hé Arnold !.

## Diffusion
La série est d'abord diffusée aux États-Unis entre le 7 octobre 1996 et le 8 juin 2004 sur Nickelodeon.
En France, la série est diffusée à partir du 31 août 1998 sur TF1 dans l'émission TF! Jeunesse, puis rediffusée à partir de 2004 sur Canal J, et sur la filiale française de Nickelodeon. Au Québec, elle est diffusée à partir du 7 septembre 1998 sur Canal Famille, puis à partir du 3 janvier 2001 sur VRAK.TV, et en Suisse sur TSR 2, dans l'émission Mabule.

## Épisodes
| Saison            | Saison   | Episodes | États-Unis        | États-Unis       | France           | France          |
| Saison            | Saison   | Episodes | Début de saison   | Fin de saison    | Début de saison  | Fin de saison   |
| ----------------- | -------- | -------- | ----------------- | ---------------- | ---------------- | --------------- |
|                   | Pilotes  | Pilotes  | 10 juillet 1996   | 10 juillet 1996  | TBA              | TBA             |
|                   | 1        | 20       | 7 octobre 1996    | 14 février 1997  | 31 août 1997     | 7 mars 1998     |
| 20 septembre 1997 | 1        | 20       | 7 octobre 1996    | 14 février 1997  |                  | 7 mars 1998     |
|                   | 2        | 19       | 21 septembre 1997 | 18 janvier 1998  | 5 septembre 1998 | 20 février 1999 |
|                   | 3        | 20       | 31 août 1998      | 8 mars 1999      | 4 septembre 1999 | 4 mars 2000     |
|                   | 4        | 17       | 10 mars 1999      | 11 décembre 1999 | 4 septembre 2000 | 27 août 2001    |
|                   | 5        | 24       | 4 mars 2001       | 8 juin 2004      | 28 août 2001     | TBA             |
|                   | Film     | Film     | 28 juin 2002      | 28 juin 2002     | 28 août 2002     | 28 août 2002    |
|                   | Téléfilm | Téléfilm | 24 novembre 2017  | 24 novembre 2017 | 21 avril 2018    | 21 avril 2018   |

## Adaptations

### Films
- Hé Arnold ! le film (Hey Arnold!: The Movie) de Tuck Tucker, sorti en 2002.
- Hé Arnold ! : Mission Jungle (Hey Arnold!: The Jungle Movie) de Craig Bartlett, sorti en 2017.